# James Steven Rausch
James Steven Rausch (* 4. September 1928 in Albany, Minnesota; † 18. Mai 1981 in Phoenix, Arizona) war ein US-amerikanischer Geistlicher und römisch-katholischer Bischof von Phoenix.

## Leben
Nach dem Studium der Philosophie und Katholischen Theologie empfing James Steven Rausch am 2. Juni 1956 das Sakrament der Priesterweihe.
Am 5. März 1973 ernannte ihn Papst Paul VI. zum Titularbischof von Summa und zum Weihbischof in Saint Cloud. Der Erzbischof von Philadelphia, John Joseph Kardinal Krol, spendete ihm am 26. April desselben Jahres die Bischofsweihe; Mitkonsekratoren waren der Erzbischof von Cincinnati, Joseph Bernardin, und der Bischof von Saint Cloud, George Henry Speltz.
Papst Paul VI. ernannte ihn am 17. Januar 1977 zum Bischof von Phoenix.